# Intelligenzaktion

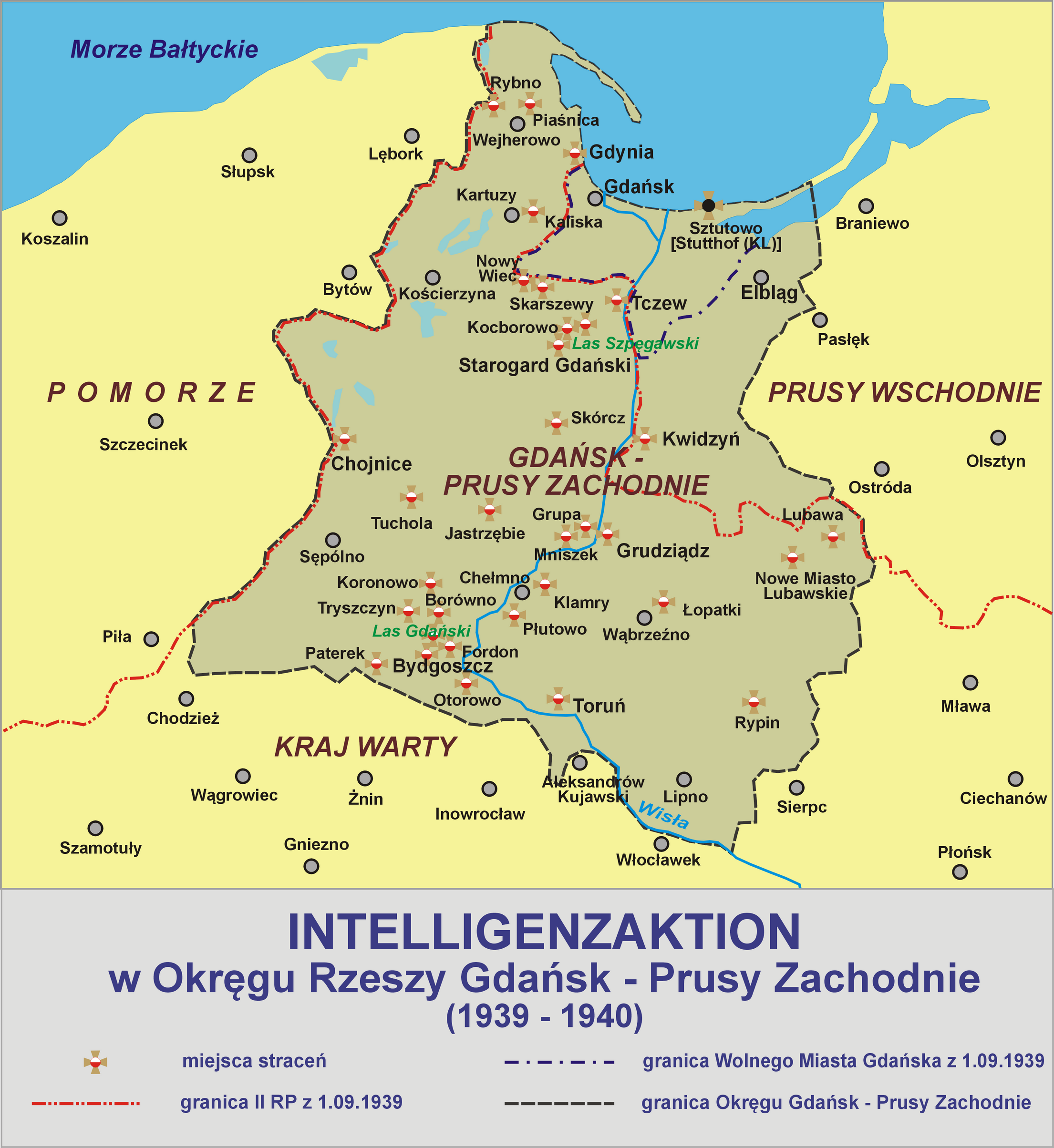
Karte mit Erschießungsorten der Intelligenzaktion im Reichsgau Danzig-Westpreußen

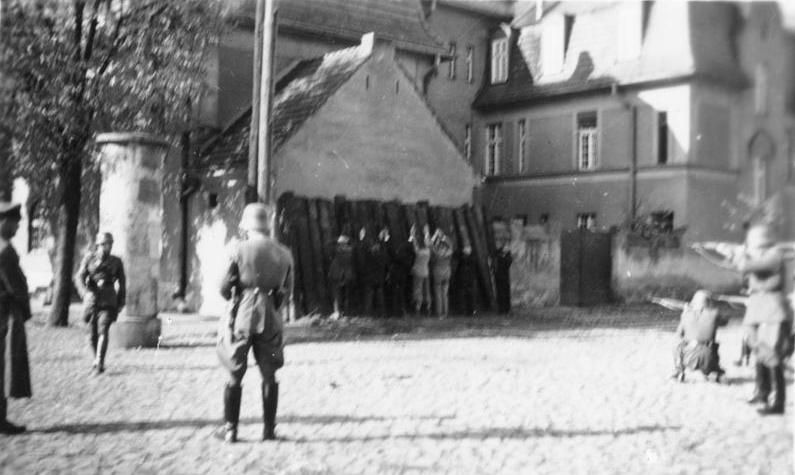
Geiselerschießung durch Einsatzgruppen am 20. Oktober 1939 in Kórnik

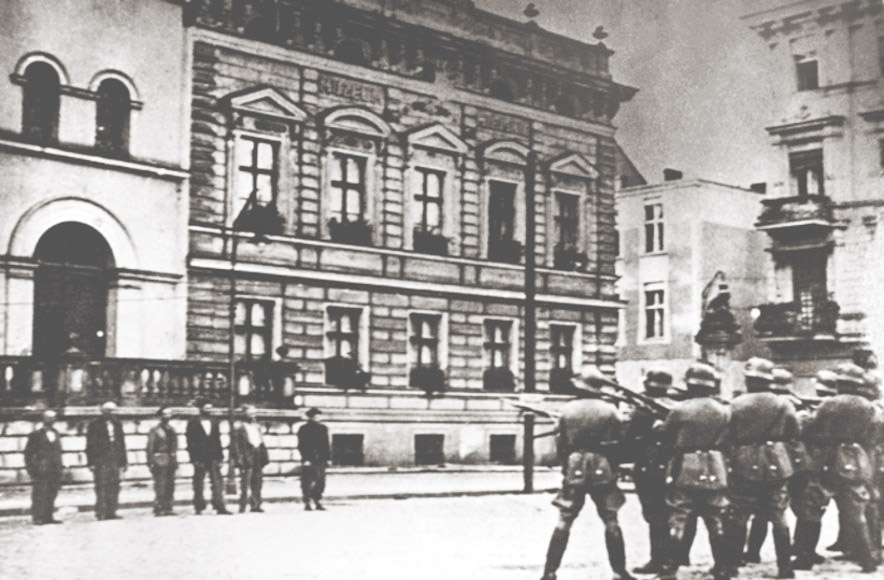
Geiselerschießung durch die Wehrmacht auf dem Altmarkt Bromberg (Bydgoszcz) am 9. September 1939

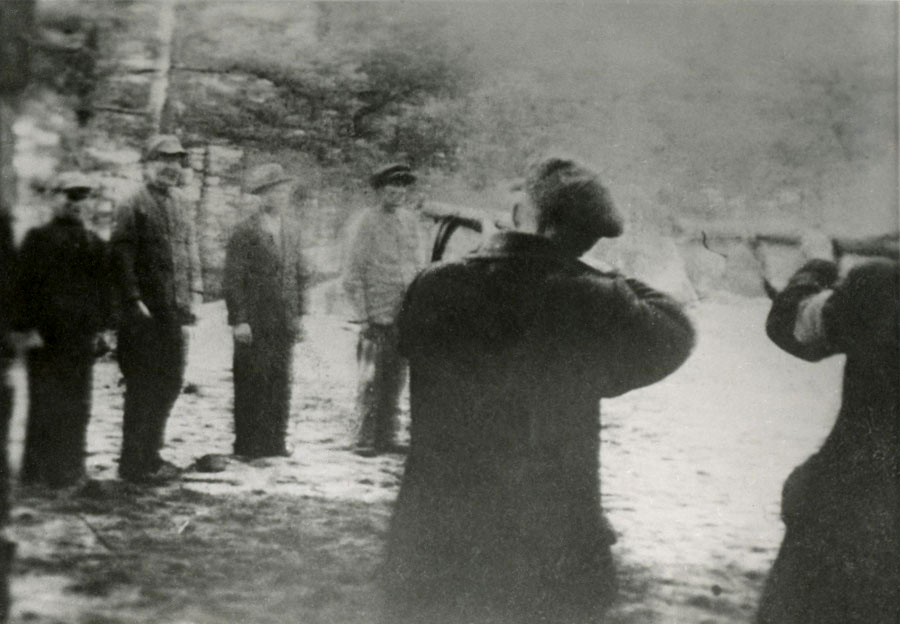
Volksdeutscher Selbstschutz beim Massaker von Piaśnica, 1939

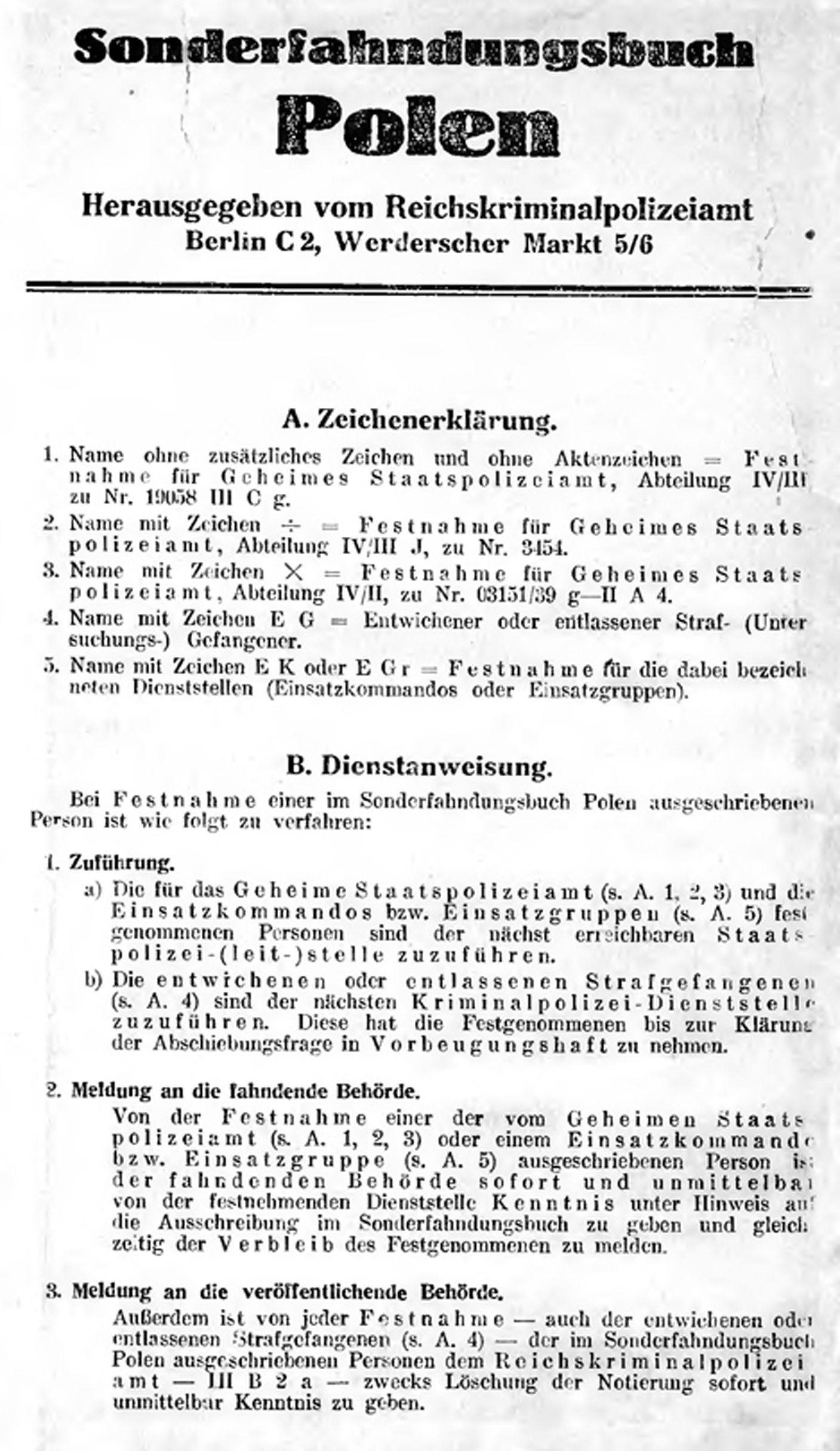
Sonderfahndungsbuch Polen, herausgegeben vom Reichskriminalpolizeiamt

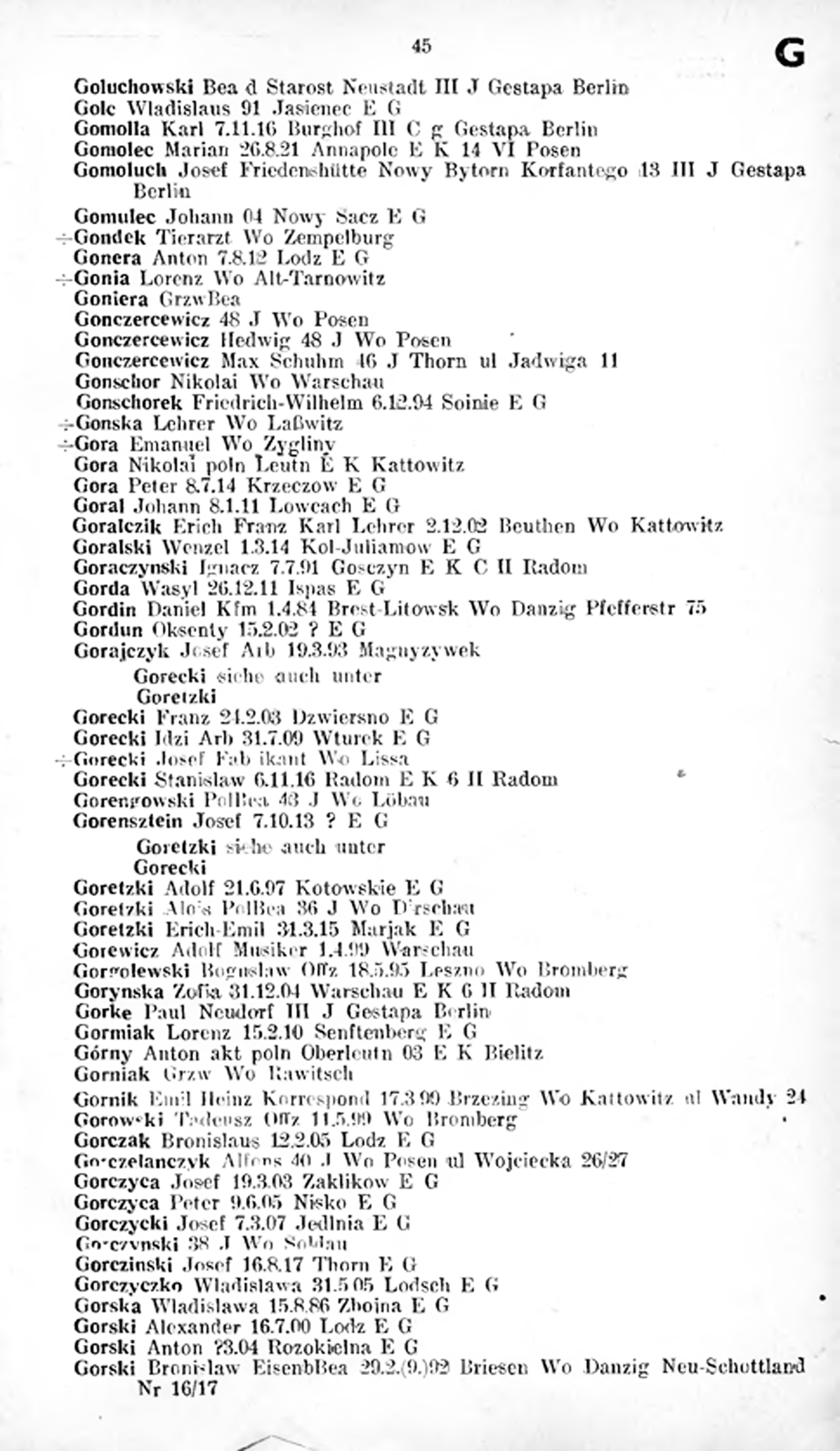
Sonderfahndungsbuch Polen – Anfangsbuchstabe „G“. Die Abkürzung E K (Einsatzkommando) bedeutet, dass die Personen den Einsatzgruppen der Sicherheitspolizei und des SD zu übergeben waren.

Die Intelligenzaktion war ein deutscher Akt des Völkermordes, der sich gegen die polnische Elite und insgesamt die gebildete Schicht im deutsch besetzten Polen richtete. Etwa 50.000 Lehrer, Priester, Vertreter des Landadels, Freiberufler, soziale und politische Aktivisten und pensionierte Militäroffiziere wurden planmäßig ermordet. Weitere 50.000 wurden in Konzentrationslager deportiert, wo nur ein kleiner Prozentsatz überlebte. Unter „Intelligenz“ wurde nicht nur eine bestimmten soziale Schicht aufgrund der Bildung und des sozialem Status verstanden, sondern ein Führungselement, dessen Haltung und Aktivitäten als Bedrohung für die Konsolidierung der Macht der Besatzer angesehen wurden. So blieben auch Bauern, Handwerker und Vertreter anderer Berufe nicht von Repressionen verschont, was sich am Beispiel des Regierungsbezirks Ciechanów beobachten lässt.
Die Tötungen begannen nach dem Überfall auf Polen im September 1939, dauerten bis April 1940 und beschränkten sich zunächst auf die in das Deutsche Reich eingegliederten Gebiete Danzig-Westpreußen und Wartheland. Grundlage für die Einleitung von Verhaftungen und Deportationen in Konzentrationslager im April 1940 war ein Befehl des Reichssicherheitshauptamtes (RSHA) unter Reinhard Heydrich vom 2. April 1940.
Anschließend wurde im gesamten Generalgouvernement die „AB-Aktion“ (Außerordentliche Befriedungsaktion) zwischen Mai und Juli 1940 durchgeführt.
In einigen lokalen Kreisen wird diese Aktion mit anderen Namen bezeichnet. In der Umgebung von Gąbin nennt man sie zum Beispiel Aktion zur Verhaftung von Powjaken, womit Angehörige der POW gemeint sind.

## Genese des Planes
„Nur eine Nation, deren Führungsschichten zerstört sind, wird es zulassen, dass sie in die Rolle von Sklaven gedrängt wird.“

Die Intelligenzaktion, auch „Flurbereinigung“ oder „Direktaktion“ genannt, war nur ein kleiner Teil des großen Projekts zur Germanisierung, das unter anderem für die besetzten Gebiete Polens vorbereitet wurde. In diesem Zusammenhang wurde ein Plan zur Vernichtung der polnischen Führung, der Intelligenz, der kulturellen, politischen, religiösen und finanziellen polnischen Führungskräfte entwickelt. Für Polen war von deutscher Seite keine Errichtung eines Protektorats oder eine aus Polen zusammengesetzte Satellitenregierung, sondern ausschließlich eine deutsche Verwaltung vorgesehen. Im Protokoll der ersten Sitzung der Leiter der Hauptpolizeiämter und Einsatzleiter vom 7. September 1939 in Berlin, kurz vor der Gründung des Reichssicherheitshauptamtes, wird dazu vermerkt:

„Für Polen ist keine Protektoratsregierung vorgesehen, sondern eine rein deutsche Regierung […] Die führende Bevölkerungsschicht in Polen sollte so weit wie möglich neutralisiert werden.“

Somit wurde die gesamte Oberschicht der polnischen Gesellschaft von den Nationalsozialisten als überflüssig betrachtet und sie beschlossen, sie loszuwerden. Hitler bestätigte auch die Vernichtung des Klerus und des Adels als polnische Führungsschicht während der Konferenz von Ilnau vom 12. September 1939, auf der er auch die Schaffung eines polnischen Kollaborationsstaates ausschloss.
Nach der Beseitigung der polnischen Führungskräfte und der gewaltsamen Unterdrückung jeglicher Anzeichen von Widerstand sollte der Rest der Bevölkerung auf die Rolle von Sklaven reduziert werden, die einfache Aufgaben im Dienste der sogenannten deutschen Herrenrasse zu erfüllen hatten. Im Sinne der damals vorherrschenden Slawenfeindlichkeit wurden Polen in der NS-Rassenpolitik, die auf den Grundsätzen der Eugenik beruhte, als „slawische Unterrasse“ bzw. „Untermenschen“ bezeichnet.
Unterstützt wurde der Plan durch die politische Instrumentalisierung des „Bromberger Blutsonntag“ vom 3. und 4. September 1939, wobei der Hass der deutschen Bevölkerung auf die Polen gesteigert wurde. So wurde in den Augen der Öffentlichkeit die Notwendigkeit geschaffen, die „polnische Pest“ zu vernichten und „die polnische Intelligenz als Vergeltung für die Morde in Bromberg zu liquidieren“.

## Realisierung des Planes
Der Einsatz der Sicherheitspolizei beim Überfall auf Polen erfolgte unter dem Decknamen Unternehmen Tannenberg. Es agierten fünf Sonderkommandos ausgestattet mit Sonderfahndungslisten unter dem Befehl von Reinhard Heydrich und der organisatorischen Leitung seines Stellvertreters Werner Best. Heydrich erteilte den Befehl, die „führenden Bevölkerungsschichten“ unschädlich zu machen und die „Liquidierung des führenden Polentums“ bis zum 1. November 1939 durchzuführen. „Der Adel, die Popen und Juden müssen umgebracht werden“.
Die Aktion wurde von den Einsatzgruppen der Sicherheitspolizei und paramilitärischen Einheiten des Volksdeutschen Selbstschutzes durchgeführt. Die Verhaftungen erfolgten auf der Grundlage von Proskriptionslisten des Sonderfahndungsbuchs Polen – der so genannten „Liste der Reichsfeinde“, die vor dem Krieg von Angehörigen der deutschen Minderheit in Polen, die mit dem deutschen Geheimdienst zusammenarbeiteten, erstellt worden war und Zehntausende von Namen prominenter Personen polnischer Nationalität und der kulturellen, politischen und sozialen Elite enthielt. Die aufgelisteten Personen wurden verhaftet und in Massenerschießungen, die den Charakter einer politischen Säuberung hatten, hingerichtet.
Ein Großteil der polnischen Intelligenz wurde vor allem in die Konzentrationslager Hohenbruch und Mauthausen verbracht. Zu diesem Zweck wurde im Frühjahr 1940 das 4,5 km von Mauthausen entfernte Außenlager KZ Gusen erweitert. Ab dem Frühjahr 1940 wurden zahlreiche polnische Häftlinge, die hauptsächlich der Intelligenz angehörten, in dieses Lager deportiert. Die SS-Männer, die den Bau dieses Lagers in Gusen überwachten, nannten es „Vernichtungslager für die polnische Intelligenz“. Im Jahr 1940 überwogen die Polen unter den Insassen von Gusen mit 97 % der Gesamtzahl der Inhaftierten. Bis zum Ende des Betriebs des Lagers stellten die Polen den größten Anteil an den Häftlingen des Lagers. Im Sommer 1944 wurden auch viele Warschauer Aufständische in diesem Lager untergebracht.

## Regionale Etappen der Intelligenzaktion
- Intelligenzaktion Pommern – Bei der im Herbst 1939 durchgeführten Aktion wurden insgesamt etwa 23.000 Polen während des Massaker von Piaśnica[6], in Mniszek bei Świecie und im Szpęgawski-Wald bei Starogard[7] ermordet. Eine Reihe von Exekutionen wurde auch im Vorort Fordon von Bydgoszcz (dt. Bromberg) im sogenannten „Tal des Todes“ durchgeführt. Deutsche Selbstschutz-Milizionäre und Angehörige der Einsatzgruppen ermordeten dort im Oktober und November 1939 mindestens 1.200 bis 1.400 Einwohner von Bydgoszcz und umliegenden Dörfern. Die meisten Opfer des „Tals des Todes“ waren Vertreter der polnischen Intelligenz und des katholischen Klerus sowie Bromberger Juden[8]. Eine ähnliche Aktion wurde im „Tal des Todes“ von Chojnice durchgeführt, wo während der Besatzungszeit rund 2000 Einwohner von Chojnice und Umgebung ermordet wurden. Bei den meisten Opfern des „Tals des Todes“ handelte es sich um die örtliche Intelligenz und Patienten der psychiatrischen Klinik in Chojnice, die vom deutschen Selbstschutz zwischen Oktober und November 1939 im Rahmen der Aktion T4 ermordet wurden. Ein paar Dutzend Polen wurden auf den Morzewskie-Hügeln nördlich von Chodzież hingerichtet.
- Blutiger Herbst in Pelplin – Im September und Oktober 1939 wurde fast das gesamte Domkapitel des Bistums Kulm sowie weitere katholische Geistliche aus Pelplin ermordet.
- Intelligenzaktion Posen – Aktion wurde im Herbst durchgeführt, 2000 Tote aus Posen.
- Intelligenzaktion Masowien – Aktion wurde durchgeführt zwischen 1939 und 1940 – ungefähr  6700 Tote, die meisten aus den Städten Ostrołęka, Wyszków, Ciechanów, Wysokie Mazowieckie und Giełczyn bei Łomża.
- Intelligenzaktion Schlesien – In Schlesien im Herbst 1940 durchgeführte Aktion, 2000 ermordete Polen.
- Intelligenzaktion Litzmannstadt – Aktion der Gestapo in Lodz, die am 9. und 10. November 1939 im Gebiet von Łódź und den umliegenden Städten durchgeführt wurde. Die Verhafteten wurden zunächst in einem eigens eingerichteten Durchgangslager in der Fabrik von Michał Glazer in Radogoszcz untergebracht, und dann wurde ein Teil dieser Menschen – etwa 500 – in den nahe gelegenen Wäldern von Lućmierz erschossen. Die Exekutionen wurden bis zum Frühjahr 1940 fortgesetzt. Insgesamt wurden etwa 1500 Menschen erschossen.[9] Die Fortsetzung war eine Aktion im Mai 1940, die sich diesmal vor allem gegen männliche Jugendliche in Lodz richtete und bei der viele Vertreter der Intelligenz verhaftet wurden. Nach einer ersten Selektion im Gebäude des Arbeitsamtes (dem heutigen Sitz der PKO-Bank in der Kościuszki-Straße) wurden alle in das Radhos-Gefängnis gebracht, von wo aus sie um den 17. Mai herum in das Konzentrationslager Dachau transportiert wurden. Von dort wurden einige nach einiger Zeit in das KZ Mauthausen-Gusen gebracht. Der letzte Akt war die Massenverhaftung der noch freien Geistlichen der Diözese Łódź (insgesamt 175 Personen), darunter auch Professoren des Priesterseminars, am 5. und 7. Oktober 1941. Sie wurden vom Verlegungslager in Konstantynów verhaftet und in das Konzentrationslager Dachau gebracht. Hier starben etwa 40 von ihnen.
- Sonderaktion Krakau – Verhaftung und Deportation von 183 Akademikern der Jagiellonen-Universität Krakau ins KZ Sachsenhausen
- Zweite Sonderaktion Krakau.
- Sonderaktion Tschenstochau – Sonderaktion in Częstochowa.
- Sonderaktion Lublin – In Lublin wurden 2000 Personen ermordet, insbesondere auch viele Geistliche.
- Sonderaktion Bürgerbräukeller – Im November 1939 wurden in einer Sonderaktion mehrere hundert Angehörige der polnischen Intelligenz verhaftet.

## Gedenken
- Den Opfern der Intelligenzaktion Litzmannstadt wurde ein Mahnmal im Wald bei Lućmierz gewidmet. Die Inschrift auf der Platte des Denkmals erwähnt nichts über diese Aktion oder die Täter des Verbrechens. Lediglich der Zeitpunkt wird mit den Jahren der nationalsozialistischen Besatzung angegeben.